# باروینک (استان پودکارپاتسکیه)
باروینک (به لهستانی:  Barwinek) یک روستا در لهستان است که در گمینا دوکلا واقع شده‌است. باروینک ۲۳۰ نفر جمعیت دارد.